# Пам'ятник Перемоги (Ханкенді)
Пам'ятник Перемоги, також відомий як Пам'ятник Невідомому солдату — пам'ятник у вигляді обеліска, споруджений у місті Ханкенді (Степанакерт). Є частиною Меморіального комплексу, що увічнює пам'ять місцевих уродженців, полеглих у німецько-радянській війні та інших збройних конфліктах.

## Історія

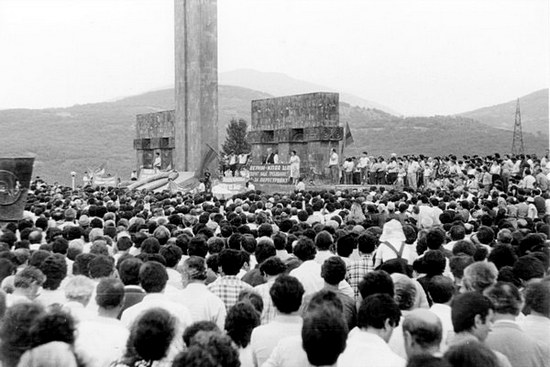
Протести арцахівців 20 лютого 1988 року

Меморіальний комплекс з'явився 1945 року зі встановленням обеліска в пам'ять про 22 тисячі уродженців Нагірно-Карабаської АО (у складі Азербайджанської РСР), загиблих на фронтах німецько-радянської війни. Висота обеліска становить 21 м; на протилежному пагорбі в братській могилі поховані останки полеглих воїнів. Також до складу комплексу входить фонтан з семи струмків, збудований у стилі традиційної вірменської архітектури.
Гранітний п'єдестал є барельєфом з іменами і портретами вірмен — Героїв Радянського Союзу, які брали участь у німецько-радянській війні. Від 1945 до 1990 року пам'ятник належав керівництву Нагірно-Карабаської АО при Азербайджанській РСР, з 1991 року догляд за пам'ятником фактично забезпечує керівництво НКР. Найновішою частиною комплексу є цвинтар, на якому поховані солдати НКР, загиблі під час Карабаської війни.
Щорічно біля пам'ятника збираються ветерани німецько-радянської війни в День Перемоги, а також ветерани Афганської війни. «Афганці» кожного 15 лютого покладають квіти до пам'ятника в пам'ять про 228 учасників війни в Афганістані, з яких 7 загинули.

## Галерея

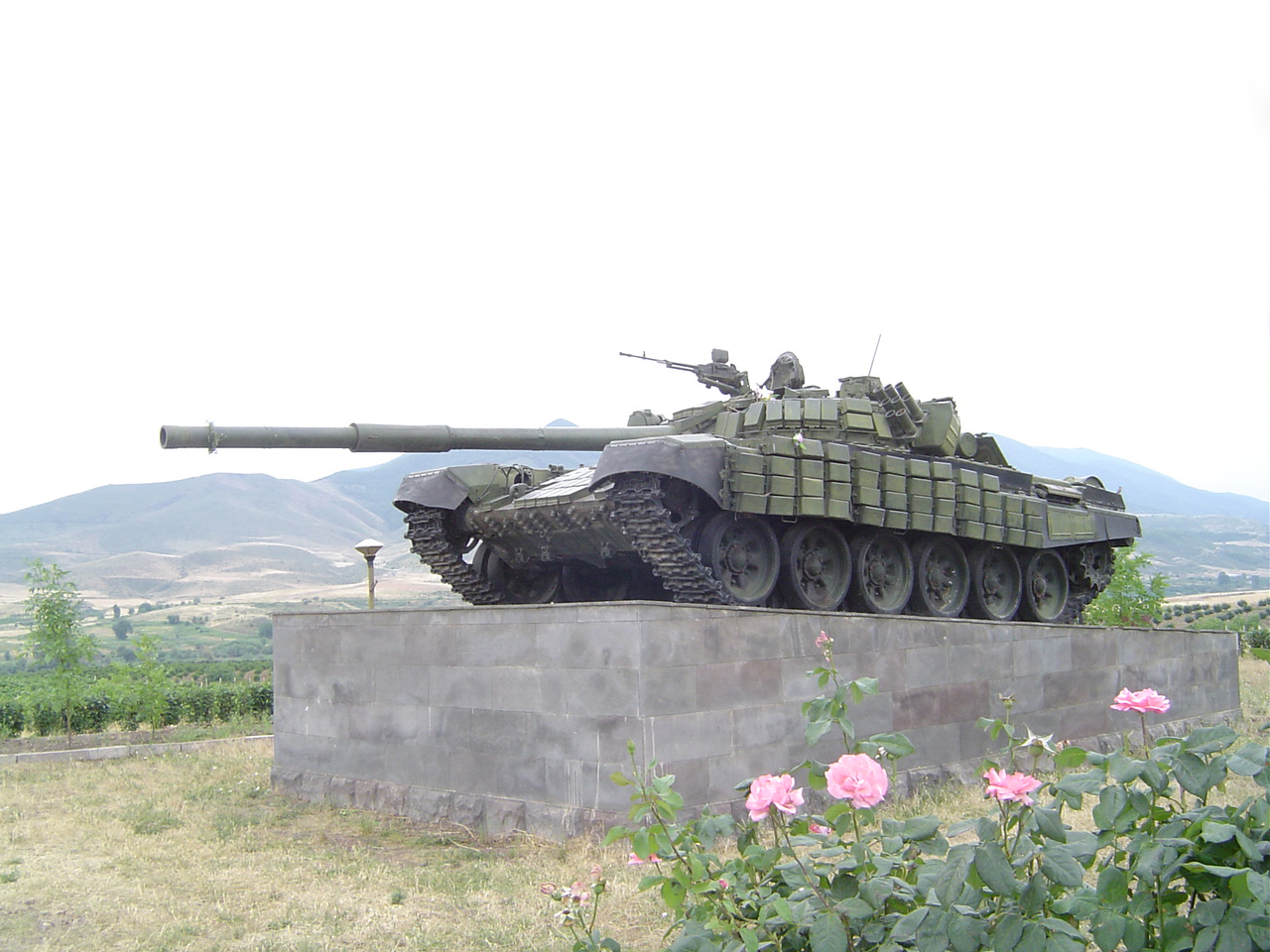
Пам'ятник у вигляді танка Т-72, що є частиною комплексу
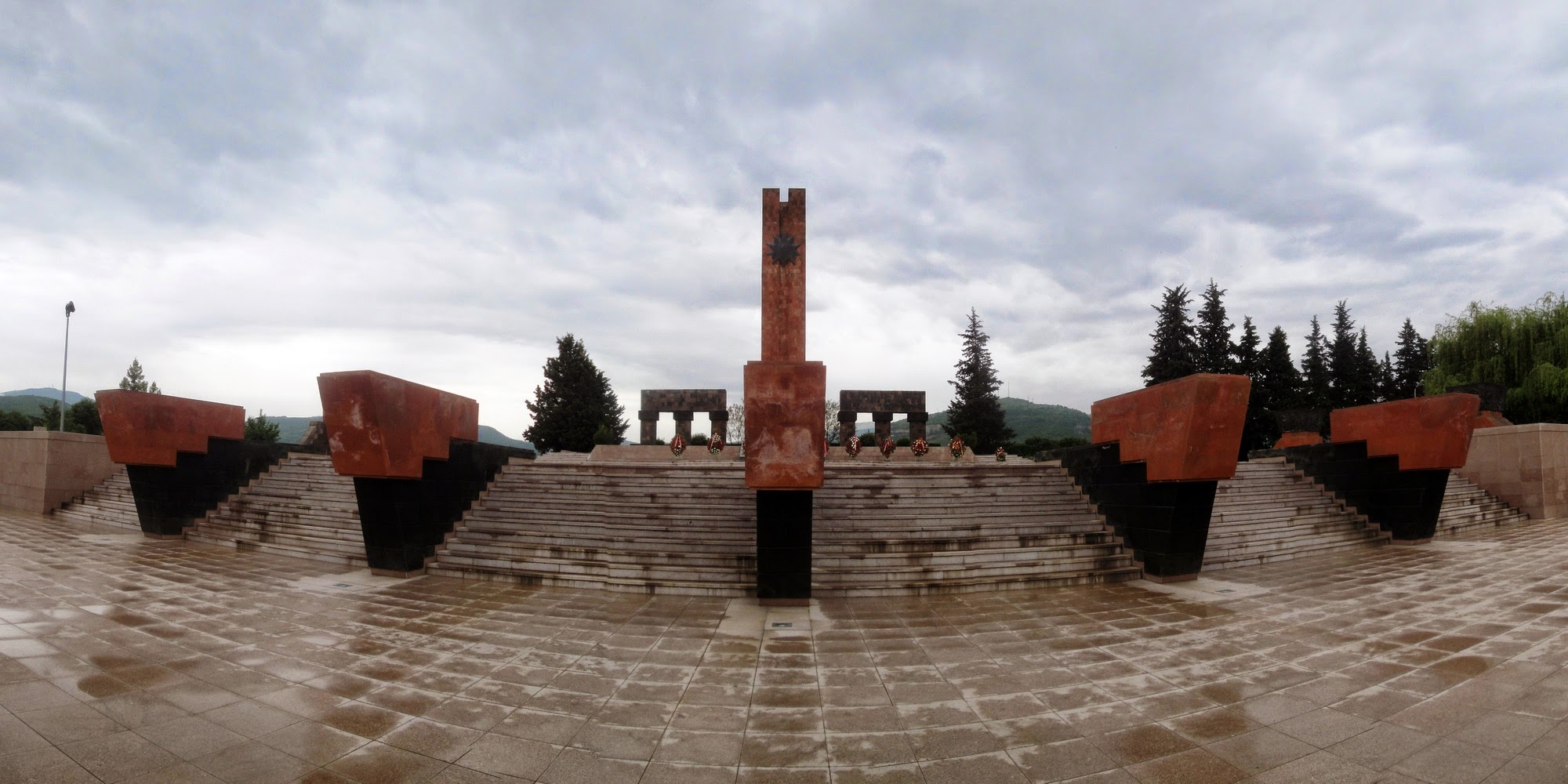
Панорамний вид на Пам'ятник Перемоги
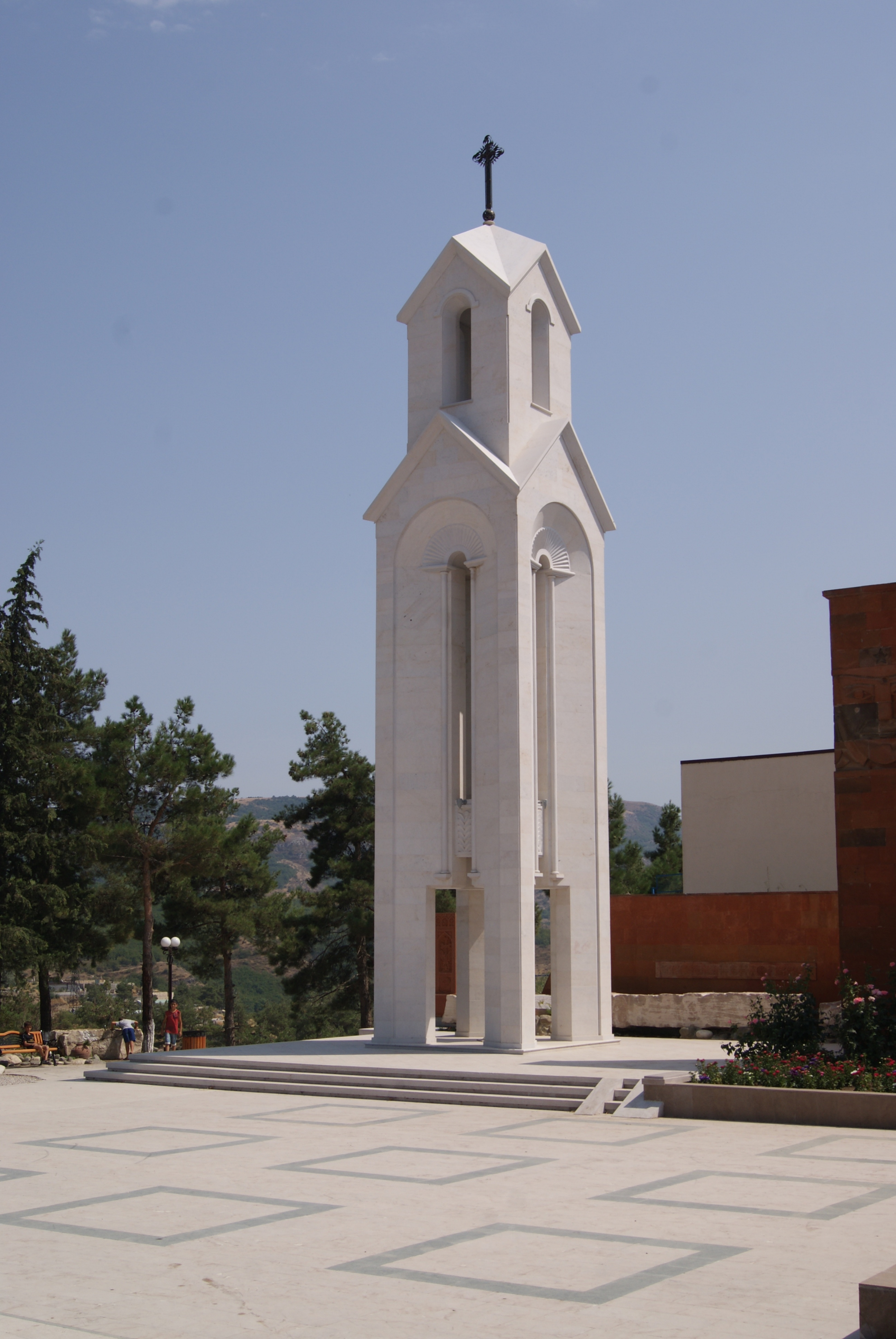
Пам'ятник жертвам геноциду вірмен